# Kameraschwenk
Der Kameraschwenk ist ein Stilmittel bei der Aufnahme von Dokumentar- oder Spielfilmen. Dabei wird die Filmkamera über eine Einstellung oder Szene bewegt (geschwenkt), um dem Zuschauer einen Überblick zu verschaffen und die Zusammenhänge zu verdeutlichen. Die Kamera verlässt dabei, im Gegensatz zur Kamerafahrt, ihren Standort nicht. 

## Ebenen des Kameraschwenks
- Horizontaler Schwenk
- Vertikaler Schwenk (vertical pan oder tilt). Die Kamerabewegung ähnelt einem nickenden Kopf.
- Kombination aus beiden oben genannten Schwenkrichtungen. Diese führt zur Diagonalen oder – bei unterschiedlichen Beschleunigungswerten – zu einer Kurvenform.

## Arten des Kameraschwenks

### Begleitender Kameraschwenk
Dabei begleitet die Kamera bewegte Objekte. Das Objekt steht im Vordergrund, während der Hintergrund verwischt und unruhig wirkt und vom Zuschauer nicht mehr wirklich wahrgenommen wird. Die Schwenkgeschwindigkeit wird vom Objekt bestimmt.
Der begleitende Schwenk muss nicht unbedingt horizontal oder vertikal durchgeführt werden, allerdings sollte man auf die Bildgestaltung achten. So sollte der Horizont immer in der Horizontale bleiben. Fotografisches Gegenstück ist das Mitziehen.

### Langsamer Kameraschwenk
Der langsame Kameraschwenk informiert den Zuschauer über die Umgebung. Dieser Schwenk entspricht dem Schauen und Beobachten, weshalb auch die Schwenkgeschwindigkeit in diesem Fall so abgestimmt sein sollte, dass ein angenehmes Schauen für den Zuschauer möglich ist.
Durch diese Art des Schwenkes kann man etwas suchen (search pan) und Details hervorheben.

### Panoramaschwenk (360° Pan, Circular Pan)
Komplette Drehung der Kamera um die eigene Achse in horizontaler Richtung.

### Schneller Kameraschwenk
Diese Art des Schwenks ist so gut wie nie ziellos, sondern weist den Zuschauer auf gewisse Informationen hin. Oft werden Neuigkeiten ins Bild gebracht. Dieser Schwenk ist sehr mit der Handlung des Films verbunden. 
Schnelle Schwenks können auch plötzliche Reaktionen der Filmfiguren ins Bild bringen, können Kontrahenten noch kontrastierender als durch Schuss-Gegenschuss aufeinander prallen lassen. Sie können ganze Szenen ohne Schnitt erzählen, zwischen Dialogpartnern hin- und herwechseln. 
Oft, wie zum Beispiel im Kriminalfilm, kann der schnelle Schwenk auch als aggressiv empfunden werden.

### Reißschwenk (Rißschwenk, Wischer, swish pan, whip pan)
Beim Reißschwenk wird die Kamera vor oder nach einer ruhigen Einstellung sehr schnell horizontal herumgerissen. Dadurch werden zwei Motive verbunden, ohne dass der dazwischenliegende Raum klar erkennbar ist. Mit diesem Schwenk können hektische, nervöse Wirkungen erzielt und Ortswechsel angedeutet werden. Häufig verwendet man ihn, um aus einer Einstellung in eine andere Szene zu wechseln. An einen Reißschwenk, der am Ende einer festen oder normal geschwenkten Einstellung ansetzt, lässt sich fast unbemerkt ein weiterer in der gleichen Richtung anschneiden, der dann wiederum auf einem Stand enden kann.
Der Reißschwenk soll beim Zuschauer einen „Augenkitzel“ bewirken und löst seinen Orientierungsreflex aus.

## Schwenkgeschwindigkeit und -richtung
Durch die Geschwindigkeit des Schwenks wird die gefühlte Erzählzeit verändert. Ein schneller Schwenk beschleunigt daher die gefühlte Zeit, während ein langsamer Schwenk diese dehnt und verlangsamt. 
Wenn es kein Objekt gibt, an dem sich die Geschwindigkeit des Schwenks orientieren kann, so sollte man sich nach der Anzahl der für den Zuschauer zu erkennenden Details richten. Je mehr Details der Schwenk also enthält, umso langsamer sollte der Schwenk sein. 
Die Geschwindigkeit ist aber auch abhängig von der Brennweite. Je länger diese ist, umso langsamer sollte geschwenkt werden, da die lange Brennweite nicht nur die Objekte größer erscheinen lässt, sondern auch die Schwenkgeschwindigkeit.
Schwenks in Teleposition sind aber sehr schwierig, da jede Erschütterung vergrößert am Bildschirm dargestellt wird. Daher ist es einfacher mit Normal- oder Weitwinkelposition zu schwenken.
Wird schneller geschwenkt als es die Bildauflösung zulässt, so kommt es zum Shutter-Effekt. Insbesondere senkrechte Linien im Motiv erzeugen, wenn man Horizontal über sie hinweg schwenkt, Dopplungen und zitternde Abbilder.
Bei der Wahl der Schwenkgeschwindigkeit muss auch auf das verwendete Aufnahmeverfahren Rücksicht genommen werden. Folgend ist bei einer niedrigen Bewegungsauflösung auch eine entsprechend niedrige Schwenkgeschwindigkeit zu wählen.
Ein Schwenk hat einen Anfang und ein Ende, bei denen das Bild ruhig steht. Man schneidet nicht grundlos in die Bewegung hinein. Bevor man einen Schwenk durchführt, sollte man wissen, woher er kommt und wohin er führen soll, also Anfang und Ziel kennen und ggf. probeweise anvisiert haben. Unterlässt man das, kommt es oft zu ruckartigem Ausgleichen und Suchen einer Endposition. Außerdem sollte der Bildinhalt am Anfang und am Ende eine Aussage haben, da der Schwenk sonst unnötig wirkt. 
Auch die Bewegungsrichtung spielt eine Rolle: Je nach Kulturkreis (d. h. ob man dort von links nach rechts oder umgekehrt liest) empfindet der Betrachter die Natürlichkeit eines Schwenks entsprechend unterschiedlich.
Im Amateurfilm sollten üblicherweise zu viele aneinandergeschnittene Schwenks vermieden werden.